# Jean Claude Marie Victor de La Queuille
 (septembre 2020).
Si vous disposez d'ouvrages ou d'articles de référence ou si vous connaissez des sites web de qualité traitant du thème abordé ici, merci de compléter l'article en donnant les références utiles à sa vérifiabilité et en les liant à la section « Notes et références ».
Jean-Claude Marie Victor, marquis de La Queuille, comte d'Amanzé, marquis de Châteaugay, baron de Vendat, seigneur de Chitain, né le 2 janvier 1742 à Châteaugay et mort à Paris le 30 avril 1810, est un général français du XVIIIe siècle sous Louis XVI. Il prit part à la Guerre de Sept Ans, fut député pour la noblesse aux États généraux de 1789 et un des acteurs de la Révolution française. Il s'enrôla dans l'Armée des princes.

## Biographie

### Famille
De vieille noblesse d'Auvergne, il reprend le fief d'Amanzé en juillet 1766. Il est né de Louis Claude Gilbert Gaspard de La Queuille (1714-1758), comte de La Queuille, marquis de Chateaugay, brigadier des armées du roi et de Louise Jacqueline de Lastic de Sait-Jal (ca 1720-1795), qui fait partie de la branche de Lastic Saint-Jal. 
Le 19 avril 1773, à Paris, il épouse Émilie-Marie de Scorailles (ca 1749-1816) dont il aura deux filles, une mort-née et Adélaïde-Émilie de La Queuille.

### Carrière

#### Ancien Régime
Il entre aux Mousquetaires, puis obtient un brevet de lieutenant au régiment Nice-Infanterie en mars 1756. Il intègre ensuite le régiment Picardie-cavalerie en mai 1760 et se bat deux ans en Allemagne lors de la Guerre de Sept Ans. Il devient capitaine en 1767 et colonel en 1770. Il est promu Maréchal de camp le 12 octobre 1788.

#### Révolution française
Le 25 mars 1789, il est député aux États généraux de 1789 pour la noblesse dans la Généralité de Riom et Sénéchaussée de Riom. Il a le marquis de La Fayette comme collègue. De juin 1789 au 6 mai 1790, il est député de l'Assemblée nationale constituante. Dans son libelle, Opinion du marquis de Laqueuille, député de la noblesse, sur le décret proposé par le comité de Constitution, le lundi 19 avril 1790, il passe en revue tous les faits qui ont été accomplis depuis la réunion des États généraux. Il ne trouve rien à approuver. Il commence par rappeler ce pourquoi ces États généraux ont été appelés :
Pourquoi avons-nous été appelés, et que nous a-t-on ordonné en nous constituant représentants de la nation ? De réformer les abus, d'affermir l'autorité du roi en écartant l'arbitraire des ministres, d'améliorer les finances, de soulager le fardeau de l'impôt qui pesait sur la classe indigente du peuple, et d'assurer la dette de l'État après en avoir écarté les intérêts usuraires. Voilà notre mission. Qu'avons nous fait ?
À partir de ce départ, il critique toutes les décisions de l'Assemblée. Il critique les députés qui se sont constitués en Assemblée nationale :
N'étaient-ils pas convoqués pour les États généraux ? Comment pouvaient-ils se déclarer, au mépris de leurs serments, Assemblée constituante, tandis qu'ils savaient bien qu'ils n'étaient et ne sont encore qu'une Assemblée constituée ? Mais non seulement ils ont prévariqué en ce point essentiel, ils ont cru devoir se lier par un serment incroyable, aussi attentatoire à l'autorité de la nation qu'à celle du roi. Et l'on vient nous dire que nous sommes tous liés par ce serment ! Le Comité a donc oublié qu'à cette époque la moitié de ce qui compose aujourd'hui l'Assemblée nationale n'était pas réunie à celle qui existait au Jeu de Paume ; et je suis bien aise de trouver l'occasion de déclarer à cette Assemblée que je ne me serais jamais rendu coupable d'un pareil forfait, car c'en est un de manquer à la loi, au roi et à la nation. Je viens d'entendre le préopinant (Mirabeau) déclarer que l'Assemblée nationale avait rendu à la France la liberté et lui avait recouvré tous ses droits. Cela n'est pas. C'est la nation elle-même qui les avait réclamés dans nos cahiers, et le roi les lui a accordés dans sa déclaration du 23 juin ...
Il reproche à la majorité de l'Assemblée d'avoir refusé de déclarer la religion catholique religion d'État, d'avoir dépouillé le clergé de ses biens, enlevé à la noblesse ses droits honorifiques. Aveuglé par la passion, rien ne trouve grâce dans les décisions de l'Assemblée. À la fin du texte, le marquis de La Queuille a renouvelé son engagement de déposer son mandat au bout d'un an après l'ouverture des États généraux conformément aux pouvoirs à son cahier. Comme il l'avait promis, il donne sa démission le 6 mai 1790.
De juillet 1790 à juin 1791, il est mêlé à l'entreprise d'une faction de la noblesse (Le Salon Français) visant à convoyer Louis XVI sous escorte militaire à Lyon via Avallon et Autun, villes estimées loyales au roi. Ce plan se vit confié à La Queuille, Marie-Charles-Isidore de Mercy et Louis Hector Honoré Maxime de Sabran qui le transmirent à Madame Elisabeth. La valse hésitation de Louis XVI, l'opposition de Marie-Antoinette et des indiscrétions lors de discussions avec le comte d'Artois exilé à Turin firent avorter le projet. La Queuille part pour Bruxelles où se trouve un noyau d'un millier d'aristocrates émigrés. Ce dernier de plus en plus agacé par la pusillanimité de Louis XVI et l'attitude de Marie-Antoinette devient un chaud partisan du comte d'Artois. 
En juin 1791, croyant à la réussite de la fuite de Varennes, la sœur de Marie-Antoinette, l'Archiduchesse Marie-Christine d'Autriche, gouvernante des Pays-Bas autrichiens presse La Queuille de rejoindre la famille royale française. La Queuille peu empressé fit savoir qu'il devait consulter les nobles exilés français, lesquels opposèrent une fin de non recevoir. En juillet 1791, les frères de Louis XVI réunis à Bruxelles nommèrent La Queuille chef de corps de la noblesse d'Auvergne. Le 27 octobre 1791, La Queuille expose par lettre à Louis XVI ses motifs de refus de rentrer en France. Il s'enrôle dans l'Armée des princes auprès de Charles-Guillaume-Ferdinand de Brunswick-Wolfenbüttel comme adjudant-général du comte d'Artois jusqu'à dissolution de cette armée, le 23 novembre 1792. 
Il est encore présent début 1793 au siège de Maastricht à la tête d'une compagnie d'émigrés.

#### Consulat et Empire
Amnistié en 1803, il rentre en France, et on ne parla plus de lui jusqu'à sa mort en 1810.

## Armoiries
- La Queuille ou Laqueuille: De sable à la croix engrelée d'or.

## Décoration
- Chevalier de l'ordre royal et militaire de Saint-Louis.

## Publications
- Lettre ecrite a mes commettans, Paris, février 1790, 7 p., sur son acceptation de prêter le serment constitutionnel.
- Opinion du marquis de Laqueuille, député de la noblesse, sur le décret proposé par le comité de Constitution, le lundi 19 avril 1790, Paris, Imprimerie du Postillon, 1790, 8 p..
- Gaspard-Claude-François Chabrol, Jean de Laqueuille, Jean Baptiste de Mascon et François-Dominique de Reynaud Montlosier, Déclaration des députés soussignés de la noblesse de la sénéchaussée d'Auvergne, Paris, 28 juin 1790, 6 p., protestation contre le décret du 19 juin abolissant la noblesse héréditaire.
- Louis-Joseph de Bourbon Condé et Jean de Laqueuille, Réponse des princes et François émigrés, aux décrets de l'Assemblée nationale, du huit novembre 1791, et a la proclamation du Roi, 1791, 16 p..
- Lettre de M. le marquis de La Queuille, en réponse a madame la comtesse de ****, habitant toujours Paris. Raisons pour lesquelles les émigrés ont recours à la force, Bruxelles, 21 mars 1792, 16 p..